# ジュゼッペ・モスカーティ
ジュゼッペ・モスカーティ（Giuseppe Moscati 1880年7月25日 - 1927年4月12日）は、イタリアの医師、カトリック教会の聖人。記念日は11月16日。

## 生涯
モスカーティは当時、困難な時期にキリスト教信仰を告白した判事の9人の子供の一人としてベネヴェントで生まれた。ナポリ大学で医学を修得、首席の学位勲章を授与された。23歳で医師になり医学研究に従事し、また貧困層への奉仕に携わった。1911年、化学生理学教授に任命され、ヨーロッパ全土から名声を得た。
私生活では父から受け継いだキリスト教信仰を守り、医師としての仕事に影響を与えた。モスカーティの治療を受けた司祭、修道者らは彼の霊性を高く評価した。
1927年4月12日、病院での朝の診察後、体調不良になり自宅の部屋のいすに座り、そのまま死去した。教会はモスカーティの英雄的聖徳を認め、1987年、ローマ教皇ヨハネ・パウロ2世によって列聖された。